# Prerani pokop
Prerani pokop ili ukop živih je naziv za pokop, odnosno inhumaciju živih osoba. Ljudi i životinje mogu biti živi zakopani bilo slučajno ili namjerno. Kada se to dogodi namjerno, obično predstavlja jedan od oblika mučenja, ubojstva ili pogubljenja; nekada se može dogoditi uz pristanak zakopane osobe, bilo kao kaskaderski trik (s namjerom naknadnog izbavljenja) bilo kao oblik samoubojstva. Žrtve nekada mogu biti žive pokopane zbog pogrešnog uvjerenja da su već umrle. Biti živ zakopan je jedan od najraširenijih strahova kod ljudi.
Osobe koje su žive zakopane u pravilu umiru, i to od gušenja (asfiksije), dehidracije, izgladnjivanja ili hipotermije (u područjima hladne klime). Ako grobnica ima određen pristup zraku, može preživjeti u roku od nekoliko dana. Svjedočanstava osoba koje su bile izbavljene iz te situacije navode strahovite fizičke i psihološke patnje, odnosno osjećaj klaustrofobije. 
Iracionalan strah od preranog pokopa naziva se tafofobija. Bio je pogotovo izražen u 19. stoljeću, te poslužio kao inspiracija kako za razne izume kojima se prerano pokopanim osobama omogućavalo da pokušaju pobjeći iz groba ili upozore žive, odnosno književna i umjetnička djela. Danas je čest motiv djela horor žanra.

## Vanjske poveznice
- Article detailing real-life case
- "Nightmares from the Mind of Poe"  Arhivirana inačica izvorne stranice od 8. veljače 2011. (Wayback Machine) full text, summary and film information.